# Hvidt & Mølgaard
Hvidt & Mølgaard var en dansk arkitektvirksomhed, grundlagt 1944 af Peter Hvidt og Orla Mølgaard-Nielsen. Firmaet voksede til at blive et af landets største. I 2009 blev firmaet imidlertid delt i to selvstændige nye virksomheder: Holsøe Arkitekter og Hvidt Arkitekter.
Hvidt & Mølgaard designede bl.a. den kendte AX-stol og var arkitekt på bl.a. Lillebæltsbroen, Vejlefjordbroen, Nokias danske hovedsæde i Københavns Sydhavn, VKR Holdings hovedsæde i Hørsolm samt Zinkhuset og Amerika Hus på Amerika Plads på Østerbro i København.